# Firestone (Kygo)
"Firestone" is een single van de Noorse DJ en muziekproducent Kygo samen met de Australische zanger Conrad Sewell. Het nummer kwam uit op 1 december 2014 en kwam binnen op de nummer-1 positie in de Noorse hitlijsten. Daarmee werd het een internationale hit van Kygo in meerdere Europese landen. 
De bijhorende videoclip kwam uit op 9 maart 2015 en is opgenomen in Los Angeles.

## Tracklijst
| Nr. | Titel                         | Duur |
| --- | ----------------------------- | ---- |
| 1.  | Firestone (met Conrad Sewell) | 4:32 |

| Nr. | Titel                                                   | Duur |
| --- | ------------------------------------------------------- | ---- |
| 1.  | Firestone (met Conrad Sewell)                           | 4:33 |
| 2.  | Firestone (Fireworks versie) (met Conrad Sewell)        | 3:56 |
| 3.  | Firestone (Live akoestische versie) (met Conrad Sewell) | 3:46 |

## Hitnoteringen

### Nederlandse Top 40
| Hitnotering: 20-12-2014 t/m 11-07-2015 | Hitnotering: 20-12-2014 t/m 11-07-2015 | Hitnotering: 20-12-2014 t/m 11-07-2015 | Hitnotering: 20-12-2014 t/m 11-07-2015 | Hitnotering: 20-12-2014 t/m 11-07-2015 | Hitnotering: 20-12-2014 t/m 11-07-2015 | Hitnotering: 20-12-2014 t/m 11-07-2015 | Hitnotering: 20-12-2014 t/m 11-07-2015 | Hitnotering: 20-12-2014 t/m 11-07-2015 | Hitnotering: 20-12-2014 t/m 11-07-2015 | Hitnotering: 20-12-2014 t/m 11-07-2015 | Hitnotering: 20-12-2014 t/m 11-07-2015 | Hitnotering: 20-12-2014 t/m 11-07-2015 | Hitnotering: 20-12-2014 t/m 11-07-2015 | Hitnotering: 20-12-2014 t/m 11-07-2015 | Hitnotering: 20-12-2014 t/m 11-07-2015 | Hitnotering: 20-12-2014 t/m 11-07-2015 | Hitnotering: 20-12-2014 t/m 11-07-2015 | Hitnotering: 20-12-2014 t/m 11-07-2015 | Hitnotering: 20-12-2014 t/m 11-07-2015 | Hitnotering: 20-12-2014 t/m 11-07-2015 | Hitnotering: 20-12-2014 t/m 11-07-2015 | Hitnotering: 20-12-2014 t/m 11-07-2015 | Hitnotering: 20-12-2014 t/m 11-07-2015 | Hitnotering: 20-12-2014 t/m 11-07-2015 | Hitnotering: 20-12-2014 t/m 11-07-2015 | Hitnotering: 20-12-2014 t/m 11-07-2015 | Hitnotering: 20-12-2014 t/m 11-07-2015 | Hitnotering: 20-12-2014 t/m 11-07-2015 | Hitnotering: 20-12-2014 t/m 11-07-2015 | Hitnotering: 20-12-2014 t/m 11-07-2015 |
| Week:                                  | 1                                      | 2                                      | 3                                      | 4                                      | 5                                      | 6                                      | 7                                      | 8                                      | 9                                      | 10                                     | 11                                     | 12                                     | 13                                     | 14                                     | 15                                     | 16                                     | 17                                     | 18                                     | 19                                     | 20                                     | 21                                     | 22                                     | 23                                     | 24                                     | 25                                     | 26                                     | 27                                     | 28                                     | 29                                     |                                        |
| -------------------------------------- | -------------------------------------- | -------------------------------------- | -------------------------------------- | -------------------------------------- | -------------------------------------- | -------------------------------------- | -------------------------------------- | -------------------------------------- | -------------------------------------- | -------------------------------------- | -------------------------------------- | -------------------------------------- | -------------------------------------- | -------------------------------------- | -------------------------------------- | -------------------------------------- | -------------------------------------- | -------------------------------------- | -------------------------------------- | -------------------------------------- | -------------------------------------- | -------------------------------------- | -------------------------------------- | -------------------------------------- | -------------------------------------- | -------------------------------------- | -------------------------------------- | -------------------------------------- | -------------------------------------- | -------------------------------------- |
| Positie:                               | 36                                     | 15                                     | 13                                     | 10                                     | 11                                     | 9                                      | 5                                      | 5                                      | 4                                      | 3                                      | 3                                      | 4                                      | 6                                      | 6                                      | 6                                      | 6                                      | 6                                      | 8                                      | 9                                      | 9                                      | 10                                     | 11                                     | 13                                     | 21                                     | 24                                     | 33                                     | 35                                     | 36                                     | 40                                     | uit                                    |

### NederlandseSingle Top 100
| Hitnotering: 13-12-2014 t/m 02-04-2016 | Hitnotering: 13-12-2014 t/m 02-04-2016 | Hitnotering: 13-12-2014 t/m 02-04-2016 | Hitnotering: 13-12-2014 t/m 02-04-2016 | Hitnotering: 13-12-2014 t/m 02-04-2016 | Hitnotering: 13-12-2014 t/m 02-04-2016 | Hitnotering: 13-12-2014 t/m 02-04-2016 | Hitnotering: 13-12-2014 t/m 02-04-2016 | Hitnotering: 13-12-2014 t/m 02-04-2016 | Hitnotering: 13-12-2014 t/m 02-04-2016 | Hitnotering: 13-12-2014 t/m 02-04-2016 | Hitnotering: 13-12-2014 t/m 02-04-2016 | Hitnotering: 13-12-2014 t/m 02-04-2016 | Hitnotering: 13-12-2014 t/m 02-04-2016 | Hitnotering: 13-12-2014 t/m 02-04-2016 | Hitnotering: 13-12-2014 t/m 02-04-2016 | Hitnotering: 13-12-2014 t/m 02-04-2016 | Hitnotering: 13-12-2014 t/m 02-04-2016 | Hitnotering: 13-12-2014 t/m 02-04-2016 | Hitnotering: 13-12-2014 t/m 02-04-2016 | Hitnotering: 13-12-2014 t/m 02-04-2016 | Hitnotering: 13-12-2014 t/m 02-04-2016 | Hitnotering: 13-12-2014 t/m 02-04-2016 |
| Week:                                  | 1                                      | 2                                      | 3                                      | 4                                      | 5                                      | 6                                      | 7                                      | 8                                      | 9                                      | 10                                     | 11                                     | 12                                     | 13                                     | 14                                     | 15                                     | 16                                     | 17                                     | 18                                     | 19                                     | 20                                     | 21                                     | 22                                     |
| -------------------------------------- | -------------------------------------- | -------------------------------------- | -------------------------------------- | -------------------------------------- | -------------------------------------- | -------------------------------------- | -------------------------------------- | -------------------------------------- | -------------------------------------- | -------------------------------------- | -------------------------------------- | -------------------------------------- | -------------------------------------- | -------------------------------------- | -------------------------------------- | -------------------------------------- | -------------------------------------- | -------------------------------------- | -------------------------------------- | -------------------------------------- | -------------------------------------- | -------------------------------------- |
| Positie:                               | 51                                     | 34                                     | 25                                     | 15                                     | 10                                     | 6                                      | 7                                      | 6                                      | 5                                      | 5                                      | 5                                      | 4                                      | 4                                      | 5                                      | 6                                      | 6                                      | 7                                      | 7                                      | 9                                      | 9                                      | 9                                      | 10                                     |
| Week:                                  | 23                                     | 24                                     | 25                                     | 26                                     | 27                                     | 28                                     | 29                                     | 30                                     | 31                                     | 32                                     | 33                                     | 34                                     | 35                                     | 36                                     | 37                                     | 38                                     | 39                                     | 40                                     | 41                                     | 42                                     | 43                                     | 44                                     |
| Positie:                               | 11                                     | 13                                     | 15                                     | 15                                     | 21                                     | 24                                     | 25                                     | 28                                     | 28                                     | 28                                     | 32                                     | 32                                     | 34                                     | 34                                     | 36                                     | 37                                     | 42                                     | 43                                     | 46                                     | 47                                     | 42                                     | 44                                     |
| Week:                                  | 45                                     | 46                                     | 47                                     | 48                                     | 49                                     | 50                                     | 51                                     | 52                                     | 53                                     | 54                                     | 55                                     | 56                                     | 57                                     | 58                                     | 59                                     | 60                                     | 61                                     | 62                                     |                                        | 63                                     |                                        |                                        |
| Positie:                               | 44                                     | 46                                     | 53                                     | 57                                     | 53                                     | 74                                     | 84                                     | 78                                     | 74                                     | 75                                     | 80                                     | 92                                     | 68                                     | 81                                     | 85                                     | 85                                     | 92                                     | 98                                     | uit                                    | 100                                    | uit                                    |                                        |

### 3FM Mega Top 50
| Hitnotering: 27-12-2014 t/m 20-06-2015 | Hitnotering: 27-12-2014 t/m 20-06-2015 | Hitnotering: 27-12-2014 t/m 20-06-2015 | Hitnotering: 27-12-2014 t/m 20-06-2015 | Hitnotering: 27-12-2014 t/m 20-06-2015 | Hitnotering: 27-12-2014 t/m 20-06-2015 | Hitnotering: 27-12-2014 t/m 20-06-2015 | Hitnotering: 27-12-2014 t/m 20-06-2015 | Hitnotering: 27-12-2014 t/m 20-06-2015 | Hitnotering: 27-12-2014 t/m 20-06-2015 | Hitnotering: 27-12-2014 t/m 20-06-2015 | Hitnotering: 27-12-2014 t/m 20-06-2015 | Hitnotering: 27-12-2014 t/m 20-06-2015 | Hitnotering: 27-12-2014 t/m 20-06-2015 | Hitnotering: 27-12-2014 t/m 20-06-2015 | Hitnotering: 27-12-2014 t/m 20-06-2015 | Hitnotering: 27-12-2014 t/m 20-06-2015 | Hitnotering: 27-12-2014 t/m 20-06-2015 | Hitnotering: 27-12-2014 t/m 20-06-2015 | Hitnotering: 27-12-2014 t/m 20-06-2015 | Hitnotering: 27-12-2014 t/m 20-06-2015 | Hitnotering: 27-12-2014 t/m 20-06-2015 | Hitnotering: 27-12-2014 t/m 20-06-2015 | Hitnotering: 27-12-2014 t/m 20-06-2015 | Hitnotering: 27-12-2014 t/m 20-06-2015 | Hitnotering: 27-12-2014 t/m 20-06-2015 | Hitnotering: 27-12-2014 t/m 20-06-2015 | Hitnotering: 27-12-2014 t/m 20-06-2015 |
| Week:                                  | 1                                      | 2                                      | 3                                      | 4                                      | 5                                      | 6                                      | 7                                      | 8                                      | 9                                      | 10                                     | 11                                     | 12                                     | 13                                     | 14                                     | 15                                     | 16                                     | 17                                     | 18                                     | 19                                     | 20                                     | 21                                     | 22                                     | 23                                     | 24                                     | 25                                     | 26                                     |                                        |
| -------------------------------------- | -------------------------------------- | -------------------------------------- | -------------------------------------- | -------------------------------------- | -------------------------------------- | -------------------------------------- | -------------------------------------- | -------------------------------------- | -------------------------------------- | -------------------------------------- | -------------------------------------- | -------------------------------------- | -------------------------------------- | -------------------------------------- | -------------------------------------- | -------------------------------------- | -------------------------------------- | -------------------------------------- | -------------------------------------- | -------------------------------------- | -------------------------------------- | -------------------------------------- | -------------------------------------- | -------------------------------------- | -------------------------------------- | -------------------------------------- | -------------------------------------- |
| Positie:                               | 46                                     | 23                                     | 17                                     | 13                                     | 12                                     | 9                                      | 5                                      | 8                                      | 5                                      | 5                                      | 6                                      | 7                                      | 7                                      | 8                                      | 8                                      | 8                                      | 8                                      | 10                                     | 9                                      | 9                                      | 10                                     | 14                                     | 20                                     | 31                                     | 45                                     | 46                                     | uit                                    |

## Releasedata
| Land      | Releasedatum    | Formaat        | Label       |
| --------- | --------------- | -------------- | ----------- |
| Noorwegen | 1 december 2014 | Muziekdownload | Ultra, Sony |